# Isopedella victorialis
Isopedella victorialis är en spindelart som beskrevs av Hirst 1993. Isopedella victorialis ingår i släktet Isopedella och familjen jättekrabbspindlar.
Artens utbredningsområde är Victoria, Australien. Inga underarter finns listade i Catalogue of Life.